# Кум (приток Зеравшана)
Кум (устар. Кумсу) — река протекающая по территории Айнинского района Согдийской области Таджикистана. Левый приток реки Зеравшан впадающий в него в 666,6 км от устья. Берёт начало на северных склонах Зеравшанского хребта в 1 км на северо-востоке от высоты с отметкой 3939,7 м. В среднем течении пересекает одноимённый посёлок.
Длина — 19 км. Площадь водосбора — 73,1 км². Количество рек протяжённостью менее 10 км расположенных в бассейне Кум — 2, их общая длина составляет 4 км.